# L'Homme qui marche (film, 2007)
Pour les articles homonymes, voir L'Homme qui marche.
Pour plus de détails, voir Fiche technique et Distribution.
L'Homme qui marche est un film français réalisé par Aurélia Georges, sorti en 2007 au Festival de Cannes et dans les salles en France le 9 janvier 2008.

## Fiche technique
- Titre : L'homme qui marche
- Réalisation : Aurélia Georges
- Scénario : Aurélia Georges et Élodie Monlibert
- Photographie : Hélène Louvart
- Musique : Arnaud Sallé
- Son : Laurent Gabiot
- Montage : Jean-Christophe Hym
- Production : Credofilm - ZDF Das Kleine Fernsehspiel - Centre Konrad Wolf, en association avec la SOFICA Cofinova 2
- Distribution : Shellac
- Genre : drame
- Durée : 83 minutes
- Dates de sortie : 
  -  France : 
    - 20 mai 2007 (Festival de Cannes)
    - 9 janvier 2008 (sortie nationale)

## Distribution
- César Sarachu : Viktor Atemian
- John Arnold : Daniel
- Mireille Perrier : Lilianne
- Judith Henry : Irène
- Miglen Mirtchev : Micha
- Gilles David : L'éditeur
- Florence Loiret Caille : Edwige